# Cementerio municipal de Guatire
El Cementerio municipal de Guatire (también conocido simplemente como Cementerio de Guatire, o bien oficialmente Cementerio municipal de Zamora) es un cementerio de administración pública localizado en el sector 23 de enero de la ciudad de Guatire la capital del Municipio Zamora en el norte del estado Miranda, a su vez al centro norte del país sudamericano de Venezuela. 
Sus 25.500 metros cuadrados de superficie están bajo la administración y gestión del gobierno del Municipio Zamora quien también está encargado de prestar los servicios de seguridad y limpieza en el espacio, a través de organismos como la Unidad de la Recuperación de Espacios Públicos. Con más de 100 años prestando servicio está llegando al límite de su capacidad por lo que se ha estudiado construir un nuevo cementerio en otro sitio del municipio.